# Lilla Stensjön, Blekinge
Lilla Stensjön är en sjö i Ronneby kommun i Blekinge och ingår i Nättrabyån-Ronnebyåns kustområde. Sjön har en area på 0,142 kvadratkilometer och ligger 119 meter över havet. Sjön avvattnas av vattendraget Listerbyån. Vid provfiske har bland annat abborre, braxen, gädda och mört fångats i sjön.

## Delavrinningsområde
Lilla Stensjön ingår i det delavrinningsområde (625675-147100) som SMHI kallar för Utloppet av Ljusterhövden. Medelhöjden är 120 meter över havet och ytan är 13,36 kvadratkilometer. Det finns ett avrinningsområde uppströms, och räknas det in blir den ackumulerade arean 24,06 kvadratkilometer. Avrinningsområdets utflöde Listerbyån mynnar i havet. Avrinningsområdet består mestadels av skog (67 procent). Avrinningsområdet har 1,75 kvadratkilometer vattenytor vilket ger det en sjöprocent på 13,1 procent.

## Fisk
Vid provfiske har följande fisk fångats i sjön:
- Abborre
- Braxen
- Gädda
- Mört
- Sarv